# Parti démocrate britannique (2013)
Le Parti démocrate britannique (BDP), communément désigné sous le nom de Démocrates britanniques, est un parti politique britannique d'extrême droite. Enregistré auprès de la Commission électorale dès 2011, il fut officiellement institué en 2013, lors d’une assemblée tenue dans une salle des fêtes d’un village du Leicestershire. Son comité directeur, composé de dix membres, comptait en son sein d’anciens adhérents de plusieurs partis politiques, parmi lesquels figuraient le Parti national britannique (BNP), les Nationalistes démocrates, le Parti de la liberté et le Parti pour l’indépendance du Royaume-Uni (UKIP).
Le premier président de ce parti fut Andrew Brons, alors siégeant au Parlement européen. Brons, jadis membre du BNP, figurait également parmi les dirigeants éminents du Front national (NF), formation d’extrême droite à l’idéologie fascisante. À présent, la présidence échoit à James Lewthwaite, lequel fut naguère affilié au BNP. Le comité directeur comptait en son sein plusieurs individus aux antécédents notoires au sein de mouvances fascistes ou néonazies, lesquels estimaient que le BNP s’était corrompu et édulcoré.

## Histoire
Andrew Brons se démit de ses fonctions au sein du Parti national britannique (BNP) en octobre 2012, au lendemain d’une vaine tentative de déposséder Nick Griffin de sa présidence lors de l’élection à la direction du parti en 2011, où il échoua de peu. 
Bien que le BDP fut inscrit auprès de la Commission électorale dès 2011, sa fondation officielle n’intervint que le 9 février 2013 dans le Leicestershire. Ce parti émanait principalement de membres désenchantés du Parti national britannique (BNP), lesquels y voyaient une « alternative rigoriste » à ce dernier. Le BNP, en effet, traversait alors de vives dissensions depuis dix-huit mois, près de quatre cents de ses adhérents l’ayant quitté un an auparavant pour rejoindre les Démocrates anglais. Selon le New Statesman, la sécurité lors du lancement du BDP fut assurée par l’English Defence League (EDL). 
En 2013, Nick Lowles, membre de l’organisation Hope Not Hate, considérait que ce parti représenterait une menace sérieuse pour le BNP. Il déclarait alors : « Le BDP rassemble tous les négationnistes et racistes les plus radicaux de l'Holocauste qui ont quitté le BNP au cours des deux ou trois dernières années, ainsi que ceux qui, auparavant, ne supportaient pas les changements d'image du parti... Eux et le BNP ont déjà une haine mutuelle l'un envers l'autre et aucun des deux partis ne s'arrêtera tant qu'ils n'auront pas tué l'autre. Les gants seront retirés et ce sera toxique. » 

### Idéologie
Ce parti se situe à l’extrême droite de l’échiquier politique et a été qualifié de fasciste par certains observateurs,,. Il professe des idéaux traditionnels de la droite britannique, parmi lesquels une opposition à l’immigration, arguant que la citoyenneté devrait procéder exclusivement de la filiation héréditaire plutôt que de mécanismes juridiques positifs. Il dépeint l’Occident comme en proie à une islamisation croissante et se déclare résolu à abolir toute forme d’immigration au Royaume-Uni. À cet égard, il prône la répudiation de la Convention de 1951 relative au statut des réfugiés, de la Convention européenne des droits de l’homme (CEDH) ainsi que du Pacte mondial pour les migrations (GCM). Se réclamant d’un nationalisme économique, le parti soutient la réappropriation par l’État des chemins de fer britanniques. Par ailleurs, il affiche un euroscepticisme marqué et se dit attaché à la monarchie,.

## Performance électorale
Lors des élections générales de 2015 au Royaume-Uni, le susdit parti désigna pour candidat en la circonscription de Bradford East Jim Lewthwaite, alors président du BDP. Ce dernier obtint deux cent dix suffrages, ce qui équivalait à une demi-pourcentage de l’ensemble des voix dénombrées. 
Le parti obtint un premier conseiller paroissial en mars 2022, lorsque John Robinson, élu au conseil de Barnham et Eastergate (Sussex de l'ouest) sous étiquette indépendante, rallia les rangs du BDP. Puis, en juillet de la même année, ce fut au tour de Julian Leppert, siégeant au conseil du district d’Epping Forest (Essex) sous la bannière du mouvement For Britain, de se joindre à la formation politique. Enfin, au mois d’août 2022, un troisième élu vint accroître les effectifs du parti : Roger Robertson, conseiller à Hartley Wintney (Hampshire), lequel, à l’instar de Leppert, avait auparavant appartenu au mouvement For Britain avant d’opter pour les Démocrates anglais. 
Plus avant dans le même mois, le candidat du BDP, Lawrence Rustem, fut porté sans concurrent au conseil paroissial de Detling, dans le Kent, marquant ainsi la première victoire électorale dudit parti. En octobre 2022, un autre candidat du BDP, Christopher Bateman, remporta le siège au conseil paroissial de Noak Bridge, situé à Basildon dans l’Essex, recueillant 74 % des suffrages face à un adversaire indépendant. 
Les Démocrates anglais, dont la campagne électorale bénéficia du concours du groupuscule extrémiste Patriotic Alternative, alignèrent cinq candidats lors des scrutins locaux de 2023. Aucun d’entre eux ne parvint à se faire élire, pas même Julian Leppert, qui perdit le seul siège détenu par cette formation politique au-delà du simple échelon paroissial. 
En mars 2024, le candidat démocrate britannique Ken Perrin s’adjugea une élection partielle pour un siège au conseil municipal de Chatteris, dans le Cambridgeshire, en recueillant 47 % des suffrages. Auparavant, ledit Perrin avait œuvré en qualité d’organisateur pour le North East Cambridgeshire au sein du Parti pour l'indépendance du Royaume-Uni (UKIP). 
Le parti présenta quatre candidats aux élections générales de 2024 : Christopher Bateman dans la circonscription de Basildon and Billericay, Gary Butler en celle de Maidstone et Malling, Frank Calladine à Doncaster North, et Lawrence Rustem en Faversham et Mid Kent. Leur collectif recueillit 1 860 suffrages,,.
En 2025, le candidat démocrate britannique Peter Lawrence fut élu au conseil de Mylor, dans la région de Cornouailles. Parallèlement, l’ancien postulant parlementaire Frank Calladine obtint, quant à lui, deux sièges distincts au sein du conseil paroissial de Doncaster, représentant tant la circonscription de Sprotbrough and Cusworth que celle de Brodsworth,. D’autre part, ledit Calladine se porta une nouvelle fois candidat sous la bannière des démocrates britanniques pour les élections municipales de Doncaster en 2025, après avoir recueilli, lors du scrutin de 2021, 8,1 % des suffrages en qualité d’indépendant.

## Membres notables
Un certain nombre de membres désenchantés du Parti national britannique se rallièrent à Andrew Brons lors de la scission qui donna naissance au BDP, distinct du BNP. Parmi eux figurait Kevin Scott, fondateur et directeur de l’organisation Civil Liberty, jadis ordonnateur du BNP pour la région Nord-Est. D’autres personnalités notables du nouveau parti peuvent être citées, telles que :
- John Bean, (décédé en 2021), ancien rédacteur en chef du magazine BNP Identity[5].
- Brian Parker, le dernier représentant élu du BNP.
- Derek Beackon, ancien membre du Front national et premier succès électoral du BNP[28],[29].